# Acocul Cebolletas
Acocul Cebolletas är en ort i Mexiko.   Den ligger i kommunen Metepec och delstaten Hidalgo, i den sydöstra delen av landet, 120 km nordost om huvudstaden Mexico City. Acocul Cebolletas ligger 2 138 meter över havet och antalet invånare är 347.
Terrängen runt Acocul Cebolletas är varierad. Runt Acocul Cebolletas är det tätbefolkat, med 530 invånare per kvadratkilometer. Närmaste större samhälle är Tulancingo, 14,2 km söder om Acocul Cebolletas. Omgivningarna runt Acocul Cebolletas är en mosaik av jordbruksmark och naturlig växtlighet.